# Ramón Novarro
Ramón Novarro (Durango, 6 februari 1899 – Los Angeles, 30 oktober 1968) was een Mexicaans acteur.
Hij werd geboren als Ramón Gil Samaniego in Mexico en verhuisde met zijn familie naar Los Angeles om aan de Mexicaanse Revolutie te ontkomen. In 1917 begon hij met acteren en kreeg bekendheid toen vrienden Rex Ingram en Alice Terry hem begonnen te promoten. Hij veranderde zijn naam in Ramón Novarro. Al snel groeide hij uit tot een rivaal van acteur Rudolph Valentino.
In 1922 begon Novarro hoofdrollen te krijgen in films. Hij werd regelmatig gecast tegenover de populaire actrice Barbara La Marr. Zijn doorbraak volgde met zijn rol in Scaramouche (1923). Na zijn rol in Ben-Hur: A Tale of the Christ (1925) groeide hij uit tot een van de bekendste acteurs van Hollywood.
Novarro maakte een succesvolle overgang naar de geluidsfilm. Desondanks werd zijn contract bij Metro-Goldwyn-Mayer in 1935 niet vernieuwd. Hoewel hij zijn populariteit begon te verliezen, stond hij er financieel nog goed voor.
Novarro was openlijk homoseksueel. Hij had echter ook een katholieke levensstijl. Toen hij in 1968 Tom en Paul Ferguson uitnodigde voor seksueel contact, werd hij door hen vermoord. Uit onderzoek bleek dat de twee mannen dachten dat Novarro een grote som geld in zijn huis had. Ze martelden Novarro meerdere uren om uit te vinden waar het geld lag. Novarro stierf als gevolg van verstikking. 

## Trivia
- In het Suske en Wiskealbum Sjeik El Rojenbiet verkleedt Lambik zich in strook 29 als Ramón Novarro in de film The Sheik. Hij kijkt Tante Sidonia verliefd in de ogen, waarop zij helemaal wegsmelt van passie. Als Lambik zegt dat het maar een grapje was krijgt hij haar schoen tegen zijn hoofd gesmeten.

## Filmografie
- Biblioteca Nacional de España: XX1089698
- Bibliothèque nationale de France: cb13548771n (data)
- Gemeinsame Normdatei: 122271076
- International Standard Name Identifier: 0000 0000 8141 1805
- Library of Congress Control Number: n85185282
- MusicBrainz: a0e40fe6-bd32-4fb9-9b6b-907c4de49c21
- Nationale Bibliotheek van Tsjechië: xx0211086
- Nationale Bibliotheek van Israël: 987007446947005171
- Nederlandse Thesaurus van Auteursnamen: 141294027
- SNAC: w65q5mrt
- Système universitaire de documentation: 050815113
- Virtual International Authority File: 61710464
- WorldCat: E39PBJrRfjFTr88r9XkWyb9v73